# Lemniscomys rosalia
Lemniscomys rosalia es una especie de roedor de la familia Muridae.

## Distribución geográfica
Se encuentra en Angola, Botsuana, Kenia, Malaui, Mozambique, Namibia, Sudáfrica, Suazilandia, Tanzania, Zambia, y Zimbabue.

## Hábitat
Su hábitat natural son: sabanas húmedas y tierras de cultivo.